# مجزرة عائلة أبو جزر (13 أكتوبر 2023)
مجزرة عائلة أبو جزر (13 أكتوبر 2023) هي مجزرةٌ ارتكبها سلاح الجوّ الإسرائيلي حينما أغارَ على منزل يتبع لعائلة أبو جزر. وخلال يوم الجمعة الموافق 13 أكتوبر 2023 قام سلاح الجو بشن سلسلة غارات على مدينة رفح، واستهدفت هذه الغارات منزل سكني يعيش به كافة أفراد عائلة أبو جزر. هذه المجزرة من ضمن عدة مجازر وقعت خلال عملية طوفان الأقصى. تسبّبت هذه المجزرة الإسرائيليّة والتي استهدفت منزل يضم عدد من المدنيين إلى استشهاد أكثر من 14 شهيداً من عائلة أبو جزر وجميعهم من عائلة واحدة.

## خلفية الحدث
في ساعاتِ الصباح الأولى من يوم السابع من أكتوبر 2023 أطلقت حركة المقاومة الإسلامية حماس عبر ذراعها العسكري كتائب الشهيد عز الدين القسام عملية طوفان الأقصى وذلك ردًا على الاعتداءات الإسرائيلية وتدنيس الأقصى والاستمرار في الاستيطان، كما أكّد على ذلك محمد الضيف القائد العام للقسّام والذي أعطى إشارة انطلاق العمليّة التي شهدت اقتحامًا من المقاومين لمستوطنات غلاف غزة ونجحوا في قتلِ عدد كبيرٍ من الجنود الإسرائيلين، وأسر عشرات آخرين كما استطاعوا خلال ساعات قطع عشرات الكيلومترات ووصلوا لمستوطنات أبعد من تلك المحيطة والقريبة من قطاع غزة.
استمرَّت الاشتباكات بين الجيش الإسرائيلي وبين المقاومين في عديد من المستوطنات وعلى رأسها مستوطنة سديروت. الرد الإسرائيلي على هذه العمليّة جاء من خلال شنّ سلاح الجو الإسرائيلي عشرات الغارات العشوائيّة على القطاع متسبّبة في مقتل عشرات المدنيين وتدمير البنية التحتية لمدن القطاع، ليصل حد فرض إغلاق شامل وقطع متعمد لكل الخدمات من ماء وكهرباء وغاز، وهو ما هدَّد حياة أكثر من مليونَي فلسطيني يعيشُ داخل القطاع الذي يُعاني أصلًا من تبعات الحصار الخانق عليهم منذ ستة عشر عاماً.

## الضحايا
1. أحمد جمعة أبو جزر
2. يسري سمير أبو جزر
3. ربيع جمعة أبو جزر
4. إسلام محمود أبو جزر
5. شام ربيع أبو جزر
6. يامن ربيع أبو جزر
7. محمود جمعة أبو جزر
8. ناريمان أبو جزر
9. غالية محمود أبو جزر
10. عبدالسلام  محمود أبو جزر
11. يمنى محمود أبو جزر
12. روي محمود أبو جزر
13. أحمد انيس جمعة أبو جزر
14. جمعة انيس جمعة أبو جزر